# Agamemnon (Seneca)

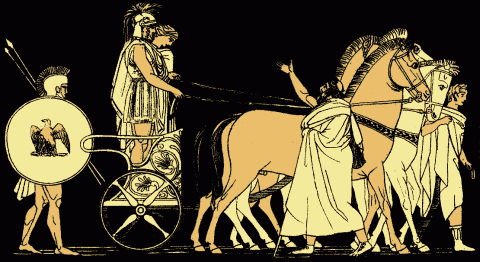
Die Rückkehr des Agamemnon

Agamemnon ist eine Tragödie von Lucius Annaeus Seneca.

## Übersicht

### Personen - Personae Dramatis

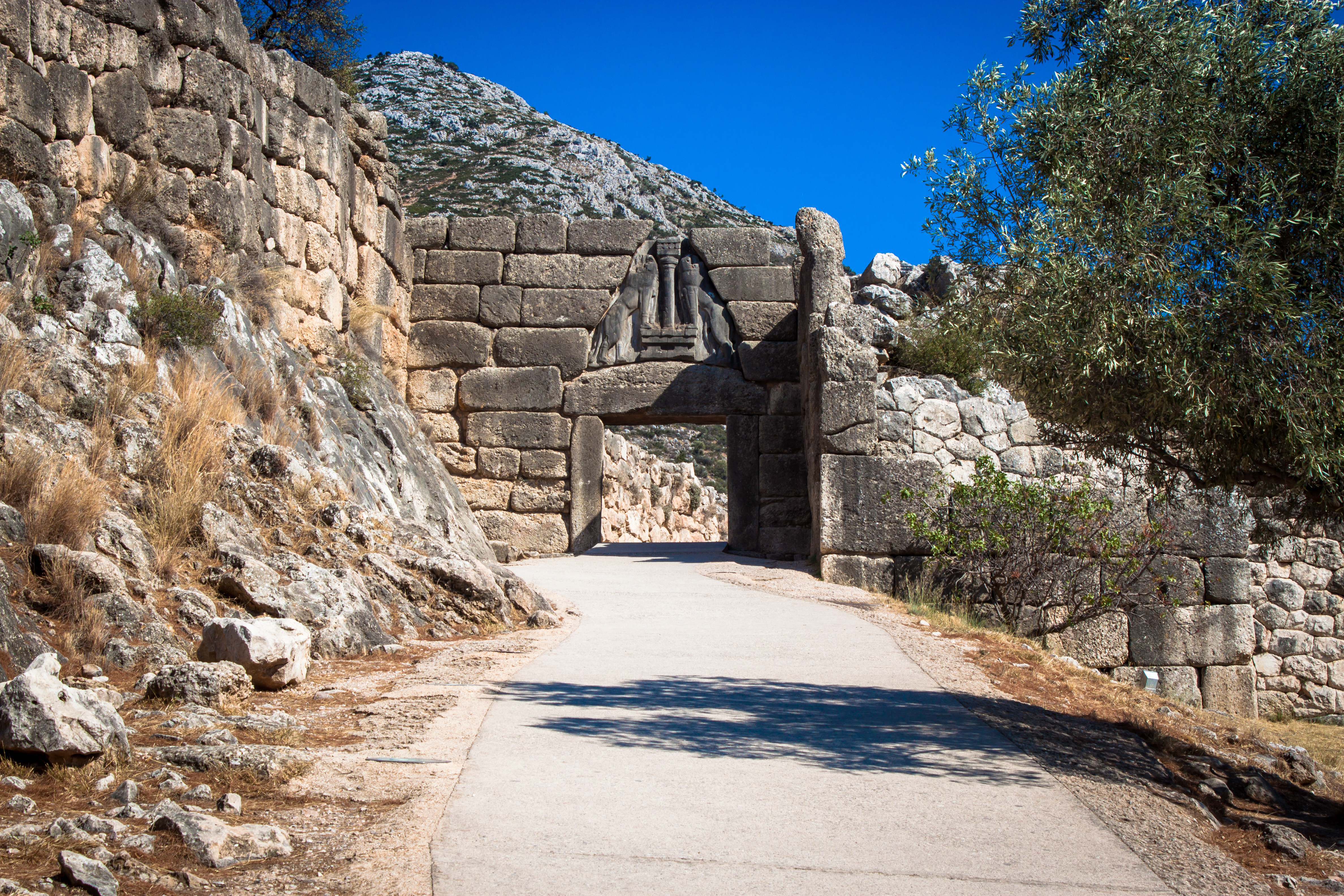
Weg zum Löwentor von Mykene

Schreibweise der Personen nach John G. Fitch. In der Reihenfolge des Auftretens:
- Geist des Thyestes, Bruder des Atreus und Onkel des Agamemnon
- Clytaemnestra, Königin von Mykene, Frau von Agamemnon
- Nutrix (Amme) von Clytaemnestra
- Aegisthus, Sohn von Thyestes, Liebhaber der Clytaemnestra
- Eurybates, Bote von Agamemnon
- Cassandra, Tochter von Hecuba und Priamos, Seherin
- Agamemnon, Sohn von Atreus, König von Mykene, Anführer der griechischen Expedition gegen Troja
- Electra, Tochter von Clytaemnestra und Agamemnon
- Orestes, stummer Bruder von Electra
- Strophius von Phokis, Freund des Agamemnon
- Pylades, stummer Sohn des Strophius
- Chorus der Frauen von Mykene
- Chorus der Frauen von Troja

### Ort der Handlung
Der Schauplatz liegt vor dem Palast von Mykene.

### Hintergrund
Den Ausgangspunkt bildet der Krieg zwischen den Brüdern Atreus und Thyestes um den Thron von Argos. Atreus hatte die Söhne von Thyestes ermordet und ihren ahnungslosen Vater mit ihrem Fleisch bewirtet. Danach befahl Phoebus Thyestes, mit seiner eigenen Tochter Pelopia zu schlafen; das Kind dieser inzestuösen Vereinigung, Aegisthus, sollte sich an Atreus' Sohn Agamemnon rächen. Während Agamemnons Abwesenheit als Oberbefehlshaber der griechischen Streitkräfte in Troja wurde Aegisthus der Liebhaber von Agamemnons Frau Clytaemnestra, die ihre eigenen Gründe hat, den Tod ihres Mannes zu wünschen. Der Trojanische Krieg ist nun beendet und Agamemnons Rückkehr steht unmittelbar bevor.

## Handlung
Versangaben und Akteinteilung beruhen auf der Edition von John G. Fitch.

### Akt I (V. 0- 107)
- Der Geist des Thyestes
  - Der Geist des Thyestes stellt sich dem Publikum vor. Entsandt aus der Tiefe des Tartarus, sehe er den Wohnsitz der Familie wieder und erschaudere. (V. 1-5) Selbst die Unterwelt sei besser als Mykene. Dabei hält er sich für einen größeren Frevler als die meisten in der Unterwelt nur übertroffen von seinem Bruder. (V. 6-27) Er verkündet, Agamemnon, der Sieger über Troja, werde zurückkehren und seine Kehle seiner Frau darbieten. Dieses Haus werde im Blut schwimmen, der Moment für Ägisth sei gekommen. Selbst die Nacht sei verlängert, Phöbus aufgehalten, den er auffordert, endlich den Tag beginnen zu lassen.(V. 28-56)
- Der Chor der Frauen von Mykene (V. 57-107)
  - Der Chor thematisiert die Gefahren und Abgründe für die Mächtigen. Fortuna gebe nichts ewig, sondern bringe die mächtigen Könige immer an den Abgrund und in Gefahren. Macht sichere den Mächtigen ein stets ruheloses Leben, das zu jeder Zeit prekär bleibe. Nicht einmal der Schlaf bringe Erleichterung. (V. 57-76) Immer brechen Glück und erreichte Größe unter dem eigenen Gewicht zusammen, wenn Recht, Scham und eheliche Treue den Königshäusern fehlen und die gewalttätige Göttin des Krieges Bellona stattdessen den Kurs bestimmt. (V. 77-89) Schließlich erteilt der Chor den Rat, ein Leben in maßvollen Verhältnissen zu führen. Denn Fortuna zerschmettere alles, was sie erhöhte. (V.90-107)

### Akt II ( V. 108-387)
- Clytaemnestra, Nutrix
  - Clytaemnestra, in Gedanken, zeigt sich unzufrieden und unschlüssig. Sie weiß, dass ihr Ehebruch nicht auszulöschen ist. Daher scheint ihr nur ein Weg offenzustehen: ein größeres Verbrechen zu begehen. (V. 108-124) Ihre Amme liest auf ihrem Gesicht die innere Unzufriedenheit und rät ihr, sich Zeit zu geben. (V. 125-130) Clytaemnestra verwirft den Ratschlag, da sie zu große Leiden quälten. Sie sei zwischen Eifersucht, Begierde und Scham hin- und hergeworfen. Sie habe die Kontrolle über ihr Handeln verloren, ein Spielball von wechselnden Emotionen. Dann entspinnt sich ein Dialog der beiden. Clytaemnestra ist zu weiteren Verbrechen bereit, während die Amme warnt und rät, die Ehe zu achten, auch aus Rücksicht auf die Kinder. (V. 131-157) Darauf wendet sich Clytaemnestra klagend dem Schicksal ihrer Tochter Iphigenie zu, die geopfert wurde, um der griechischen Flotte die Überfahrt von Aulis nach Troja zu ermöglichen. Ausführlich klagt sie Agamemnon für sein unziemliches Verhalten in Aulis und vor Troja an. So bringt er sich Cassandra als Geliebte mit. (V. 158-191) Diese Erniedrigung stachelt sie noch weiter an, sich an Cassandra und Agamemnon zu rächen. Wieder rät die Amme zu Mäßigung. Wie wolle sie Agamemnon besiegen, der alle griechischen und trojanischen Gegner überwand? Sie solle ihre Emotionen zügeln. (V. 192-225)
- Clytaemnestra, Aegisthus
  - Aegisthus beklagt seinen schwindenden Mut. Nur Clytaemnestra bleibe ihm noch. Dann bemerkt er ihre niedergeschlagene Stimmung und spricht sie darauf an. Clytaemnestra, ganz im Sinne der Amme, erklärt, dass nun die Gattenliebe sie zur Umkehr rufe. Niemals sei es dafür zu spät. (V. 226-243) Aegisthus, entsetzt, sieht sich verraten und kann diese Wandlung nicht verstehen. Niemals werde einer wie Agamemnon Clytaemnestra gegenüber Respekt aufbringen. Das sehe man schon an der Zumutung seiner Nebenfrauen, mit denen er zurückkehre. Das sei für Clytaemnestra das äußerste Unglück. Doch Clytaemnestra bleibt bei ihrer Linie. Wer selber der Verzeihung bedürfe, müsse auch verzeihen können. (V.244-272) Aegisthus äußert seine Zweifel, dass der eingebildete Agamemnon ihr verzeihen werde. Clytaemnestra beharrt mit dem Hinweis auf die Verzeihung der Helena auf ihrem Standpunkt. Dies hält Aegisthus für eine falsche Hoffnung. Doch Clytaemnestra entgegnet, dass ja niemand außer ihrer Getreuen ihre Verfehlung kenne. Trotzdem könne sie, so Aegisthus, verraten werden. Clytaemnestra kritisiert Aegisthus' schlechte Ratschläge und beleidigt Aegisthus als jemanden, den sie als Hochgeborene nicht für den König der Könige verlassen werde. Sie wirft ihm sogar vor, Erfahrung darin zu haben, sich eheliche Betten zu unerlaubtem Venusdienst zu erschleichen. Dann fordert sie ihn auf, den Palast zu verlassen. Aegisthus zeigt sich nicht beeindruckt, wenn sie es befehle, ginge er in die Verbannung, er würde sich sogar für sie entleiben. Jetzt hält Clytaemnestra doch inne und bekennt sich auch zur Treue gegenüber Aegisthus. Beide sollten an einem anderen Ort nochmals beraten. (V.273-309)
- Chor (V. 310-387)
  - Der Chor singt aus Anlass der Feier für die heimkehrenden Soldaten und lädt Phoebus (V. 310-315, 324-347), Juno (V.348-367), Pallas Athene (V.368-381), Trivia (V.382-399) und Jupiter (V.400-407) zur Teilnahme ein.

### Akt III (V. 388-692)
- Eurybates, Clytaemnestra
  - Eurybates verkündet erleichtert die Rückkehr des Agamemnon. Clytaemnestra fragt ihn nach seinem Aufenthaltsort, worauf Eurybates verkündet, dass er schon auf heimatlichem Boden sei. Clytaemnestra weist die Dankopfer an und fragt nach Menelaos und Helena. Jetzt erzählt Eurybates von der schwierigen, durch entfesselte Naturgewalten und durch von der Niederlage Trojas beleidigte Götter fast verhinderte Rückfahrt aus Troja. (V. 392a-413) Clytaemnestra, hellhörig, will genaueres von der desaströsen und verlustreichen Überfahrt wissen und fordert den zuerst unwilligen Eurybates zu genauerem Bericht auf. (V. 414-421) Eurybates beginnt einen ausführlichen Bericht nach dem Sieg über Troja und die Abfahrt der siegreichen Flotte. Mit Einbruch der Nacht, von Phöbus dunkel angekündigt, beginnt der Kampf der Flotte ums Überleben. Die Götter senden einen schweren Sturm, der die Elemente entfesselt und schwere Schäden und Verluste anrichtet. Eurybates selbst spricht von einem für Troja entfesselten Unwetter. (V. 422-578) Clytaemnestra zeigt nochmals ihren Zweifel angesichts der Rückkehr Agamemnons, doch bittet sie Jupiter für die Griechen um besänftigte Götter. Sie ordnet die Vorbereitung der feierlichen Opfer an. Ein schneeweißes Opfertier solle dargebracht werden. Dann erblickt sie den traurigen Zug der Troerinnen mit der entfesselten Phöbus-Priesterin Cassandra. (V. 579-588)
- Chor der Troerinnen (V. 589-658)
  - Der Chor besingt die Vorteile des Suizids, der nicht störbare Ruhe bringen würde, als Troja nicht durch Krieg fiel, sondern durch die Hinterlist einer einzigen Nacht. Leichtgläubig zog man der Danaer Geschenk in die Stadt, obwohl man Geräusche aus dem Inneren hörte. Das Unglück, das die Stadt treffen sollte, nahm seinen Lauf und verschonte auch König Priamus nicht. (V. 589-656)

### Akt IV (V. 693-866)
- Cassandra (V. 659-663)
  - Der Chor sollte lieber sein eigenes Leichenbegängnis betrauern. Sie jedenfalls wolle nicht bedauert werden.
- Chor der Trojanerinnen, Cassandra (V. 664-781)
  - Der Chor dagegen hebt das gemeinsame wohl tuende Trauern hervor, da das Unglück, der Untergang Trojas, jedes Maß übertraf. (V. 664-694) Cassandra, die sich die geheiligten Binden vom Kopf reißt, zeigt offen ihre verzweifelte Trauer über den Verlust ihrer Heimat und ihrer Familie. Hecuba, die Königin Trojas, sei darüber verrückt geworden. Der Chor erkennt die tiefe Verzweiflung und Verwirrung Cassandras. Cassandra sagt sich von Phöbus als Priesterin los, sieht sich eher als rasende Bacchantin. Schon leidet sie wie eine Bacchantin unter doppeltem Sehen. Sie hat eine Vision des kommenden Königsmordes (V. 734-740, 752-758, 769-774), zwischendurch Schattenbilder ihres Vaters, des Paris, Troilus' und des Deiphobus'. Sie kündigt den Schatten ihrer Familie im Hades das Kommen von Charons Barke mit einer siegreichen (Agamemnon) und einer besiegten Seele (Cassandra) an. Dies sollten sie aus der Unterwelt sehen, denn die Schicksale wendeten sich. (V. 750-758) In einer Soloarie sieht Cassandra die Furien und Erinys, wohl auch den Leichnam des Agamemnon und den zufriedenen Stammvater der Trojaner Dardanus. (V. 759-774) Cassandras Auftritt endet mit einem Zusammenbruch. Der Chor will ihr aufhelfen, als er den lorbeerbekränzten Agamemnon mit Gefolge kommen sieht. Clytaemnestra begrüßt ihren Gemahl und geht in den Palast. (V. 775-781)
- Agamemnon, Cassandra (V. 782-807)
  - Agamemnon begrüßt seine Heimat, berichtet von seiner Beute, sieht plötzlich die niederfallende Cassandra, befiehlt seinen Dienern sie aufzuheben. Es beginnt ein Dialog mit Cassandra. Während Agamemnon sich im hier und jetzt befindet, spricht Cassandra in Trance von der Vergangenheit. Agamemnon bemerkt es und versucht sie zu beruhigen mit dem Versprechen eines Lebens frei von Furcht und Sorgen. Schließlich weist sie ihn auf die große Gefahr hin, in der er schwebe. Agamemnon lässt seine Diener Cassandra in ihrem Zustand bewachen und verspricht Jupiter und Juno Kriegsbeute und Opfertiere. (V. 782-807)
- Chor der Frauen von Mykene, Cassandra (V. 808-866)
  - Der Chor singt als Begrüßung Agamemnons ein Enkomion auf Herakles’ Taten. Herakles' Bogen, Philoktet vermacht, führte zweimal zur Niederlage des Hauses des Laomedons, einmal durch Herkules, das zweite Mal unter Führung des Agamemnons. (V. 808-866)

### Akt V (V. 867-1012)
- Cassandra (V. 867-909)
  - Cassandra tritt zum zweiten Mal als Seherin auf, beschreibt von außen genau den Ablauf des Königsmordes beim Festmahl im Palast. Aegisthus beginnt die Bluttat, Clytaemnestra hilft ihm. Zusammen gehen sie mit äußerster Brutalität vor, darin ganz ihren Verwandten ähnlich, Aegisthus dem Thyestes, Clytaemnestra der Helena. Und wieder zögert Phöbus am Himmel, ob er seine Bahn fortsetzen sollte, angesichts des ungeheuren Verbrechens.
- Electra (V. 910-917)
  - Elektra rät ihrem Bruder Orestes zur Flucht nach dem Mord an Agamemnon und in Anbetracht des Untergangs der königlichen Familie. Dann sieht sie Strophius kommen.
- Strophius, Elektra (V. 918-943)
  - Strophius, eigentlich zur Gratulation gekommen, spricht mit Elektra. Diese überzeugt Strophius davon, Orestes vor der Verfolgung des Aegisthus und der Clytaemnestra zu retten.
- Electra, Clytaemnestra (V. 944-977)
  - Elektra bleibt zurück, begibt sich wie Cassandra zu den Altären und wartet auf die Mörder. (V. 944-953) Dann beginnt eine erbitterte verbale Auseinandersetzung mit Clytaemnestra. Elektra benennt die Verbrechen und lässt sich nicht von der noch blutigen Clytaemnestra einschüchtern. Sie drängt darauf, den Aufenthaltsort Orestes' zu erfahren, den ihr Elektra selbst bei Lebensgefahr aber nicht verrät. (V. 953-977)
- Clytaemnestra, Aegisthus, Electra (V. 978-1000)
  - Clytaemnestra holt sich Aegisthus gegen die widerspenstige Elektra zur Hilfe. Aber auch gegen ihn weiß sich Elektra mit mutigen Worten zu verteidigen. Den Tod fürchtet sie nicht. Aegisthus droht ihr mit dauernder Gefangenschaft, die zu einem langen Leiden führe. Elektra erbittet ihren Tod, aber Aegisthus lehnt den freiwilligen Tod als Tyrann ab und lässt sie von seinen Knechten ins Gefängnis bringen.(V. 978-1000)
- Clytaemnestra, Cassandra (V. 1001-1011)
  - Clytaemnestra wendet sich darauf Cassandra zu, beleidigt sie und will sie zur Hinrichtung bringen lassen. Cassandra aber erwidert, dass sie freiwillig gehen werde, gerne den Phrygern die gute Nachricht überbringen werde, dass das Meer voll von gesunkenen und zerstörten Schiffen der Griechen sei, auch Mykene und sein König wie Troja besiegt seien durch die ehebrecherische List der Ehefrau. Gerne gehe sie jetzt in den Tod, angesichts des Unglücks Mykenes, nicht ohne Clytaemnestra bevorstehenden Wahnsinn angekündigt zu haben.

## Datierung
Ob Senecas Tragödien inszeniert wurden oder wie sie aufgeführt wurden, ist in der Forschung umstritten. Quintilian behauptet, dass einige der Stücke in den frühen 50er Jahren bei einem Lesepublikum im Umlauf waren. Ein weiterer Beweis für die Verbreitung der Stücke bietet ein Graffito aus Pompeji, das V. 730 aus Senecas Agamemnon zitiert.
Auf der Grundlage stilistischer Analysen schlägt John G. Fitch vor, dass Agamemnon früher niedergeschrieben wurde als Hercules, der auf kurz vor 54 n. Chr. datiert ist. Die Abfassung liegt daher nach Fitch zwischen Senecas Rückkehr nach Rom im Jahr 49 n. Chr. und der Niederschrift des Hercules.

## Literarische Vorlagen
Für William M. Calder III ist Aischylos’ Agamemnon die Quelle des Senecanischen Dramas.
Eckard Lefèvre sieht im Agamemnon kein stoisches Lehrstück, sondern das Stück eines Stoikers.
Daraus ergibt sich für ihn, dass Seneca zwar von Aischylos den Titel übernommen hat, aber das Stück verändern musste. Agamemnon habe sein Schicksal selbst verschuldet und erliege nicht wie „beim ältesten griechischen Tragiker vor allem einer 'objektiven' Schuld […], der er auch bei idealer Erfüllung seines Menschentums nicht entgehen kann“. Auch für John G. Fitch ist der Agamemnon des Aischylos nichts weiter als ein „entfernter Vorfahre“, da er sich auch im Aufbau komplett unterscheide. Michael von Albrecht weist darauf hin, dass Unterschiede zu Aischylos auf verlorenen hellenistischen und lateinischen Dramen beruhten. So seien manche Abweichungen schon von Livius Andronicus in seinem Stück Aegisthus eingeführt worden.

## Rezeption
Bei Ausgrabungen in Pompeji fand man ein Graffito mit einem Seneca-Vers aus dem Agamemnon.
„Das pompejanische Graffito ist […] der einzige bisher bekannte Beleg aus der heidnischen Antike, in dem der Agamemnon zitiert wird.“ Quellen aus der neronischen Herrschaft gibt es nicht. Für die Flavier-Zeit ändert sich der Befund.
Bernhard Söllradl weist nach, dass in nach-neronischer Zeit unter den Flaviern die senecanischen Tragödien politisch, anti-neronisch gelesen wurden. Die Tragödien galten als „authentischer Spiegel der neronischen Gewaltherrschaft“, die man abschütteln wollte.
Große Bedeutung erwarben die Senecanischen Tragödien in der Renaissance. Otto Regenbogen behauptet, dass die Wiederentdeckung der Tragödie in Europa sich „im Zeichen Senecas“ vollzog und seine „Tragödie als Mittler von unermeßlicher historischer Bedeutung“ war.
Die Forschung hat sich intensiv mit senecanischen Fundstellen und Übereinstimmungen in Shakespeares Werken beschäftigt. So kann auch der Agamemnon als eine Referenz genommen werden. Z. B. wird mit Richards “in / So far in blood that sin will pluck on sin” (Richard III., 4.2.65–66) Bezug genommen auf die Textstelle (Agamemnon, 115) „per scelera semper sceleribus tutum est via.“
In Deutschland folgt eine literarische Abwertung der senecanischen Tragödien ausgerechnet mit dem Shakespeare - Übersetzer August Wilhelm Schlegel. „Über alle Beschreibung schwülstig und frostig, ohne Natur in Charakter und Handlung durch die widersinnigsten Unschicklichkeiten empörend“ seien die Tragödien Senecas. Einen Umschwung bedeuteten 1927 die Arbeiten von T. S. Eliot und Otto Regenbogen.

## Aufführungen desAgamemnon
Die Schar der Altphilologen ist gespalten in die, die die Aufführbarkeit bezweifeln und die, die das bestreiten. Besonders die Arbeit von Otto Zwierlein, Die Rezitationsdramen Senecas (1966) spitzte die wissenschaftliche Auseinandersetzung noch einmal zu. 2000 zog Harry Hine ein vorläufiges Resümee: „In der Debatte über die Inszenierung kann keine Seite der anderen einen Knock-out-Schlag verliehen. (Original:) »In the debate about staging neither side can deliver a knock-out blow to the other.«“
Jonathan Trinacty und A. J. Boyle haben allerdings den Eindruck gewonnen, dass das Pendel sich seitdem zur Seite der „Aufführungsunterstützer“ geneigt habe:
„Senecas moderne, ja postmoderne Anziehungskraft ist nicht schwer zu erklären. Sein Fokus liegt auf Gier und Lust, Gewalt und Horror, Rhetorik, Moral und Macht, seine Beschäftigung mit der Psychologie von Schuld, Angst und Vernunft, mit der Problematik der Verwandtschaft, mit der Ethik und den Grenzen der Macht, mit politischen, sozialen und religiösen Institutionen und ihre Zerbrechlichkeit und Ohnmacht, seine Dramatisierung des Versagens der Vernunft, der Triumph und die Zyklizität des Bösen, die Ordnung des Schicksals und der Geschichte, sein theatralisiertes Universum – sprechen deutlich unsere Zeit an. (Original:)»Seneca’s modern, indeed postmodern, appeal is not difficult to explain. His focus on appetite and lust, violence and horror, rhetoric, morality and power, his concern with the psychology of guilt, fear and reason, with the problematics of kinship, with the ethics and limits of power, with political, social and religious institutions and their fragility and impotence, his dramatization of reason’s failure, the triumph and cyclicity of evil, the order of fate and history, his theatricalized universe—speak pointedly to our times.«“
Nach der bisheriger Forschung findet sich kein Beleg für die Aufführung des Agamemnon in der Antike.
Das Archive of Performances of Greek & Roman Drama (APGRD) der Universität Oxford hat seit 1500 allerdings 20 Inszenierungen auf der ganzen Welt registriert.

## Defizite der Forschung
Antony J. Boyle weist 2018 auf folgende Defizite hin:
„Doch die Seneca-Dramaturgie ist noch immer wenig erforscht. Die Gestaltung der dramatischen Handlung, die Blockierung von Szenen und Akten, die Rollenverteilung, der Umgang mit Schauspielern und dem Chor, die Wechselbeziehung zwischen den Oden und Akten des Chors, der Einsatz von Geistern, Boten, Dämpfern, der dramatische und thematische Einsatz von Bühnenbild und Requisiten, der Einsatz impliziter Bühnenanweisungen im Text selbst (insbesondere Eingangs- und Ausgangshinweise, zufällig, aber substanzieller als oft bemerkt, Identifikationshinweise und implizite Anweisungen für das Bühnengeschehen), die Manipulation von Tempo, Zeit, Bewegung, Raum, Gewalt, Spektakel und Schließung – sind einige der Themen, die weiterer nachhaltiger Aufmerksamkeit bedürfen. (Original:)»But Senecan dramaturgy still remains under-researched. The shaping of dramatic action, the blocking of scenes and acts, the disposition of roles, the handling of actors and of the chorus, the interrelationship between the choral odes and acts, the use of ghosts, messengers, mutes, the dramatic and thematic use of stage-setting and props, the employment of implicit stage directions in the text itself (particularly entrance and exit cues, random but more substantial than often noted, identification cues, and implicit directions for stage business), the manipulation of pace, time, movement, space, violence, spectacle and closure—are some of the topics requiring further sustained attention.«“

## Textausgaben

### Lateinisch
- Seneca: Agamemnon (Hrsg.: Anthony J. Boyle). Oxford University Press, Oxford 2019, ISBN 978-0-19-881082-7.
- Seneca the Younger: Agamemnon. Hrsg.: John G. Fitch. Harvard University Press, Cambridge, Mass. 2018, S. 127, doi:10.4159/dlcl.seneca_younger-agamemnon.2018 (loebclassics.com [abgerufen am 1. Februar 2024]).L
- Seneca: Agamemnon (hrsg. und komment. von Richard John Tarrant). Cambridge University Press, Cambridge 1976, ISBN 0-521-20807-6.
- Seneca: Agamemno (Hrsg.: Rudolf Peiper, Gustav Richter). In: Seneca: Tragoediae. Teubner, Leipzig 1902, S. 241–278.

### Zweisprachig Lateinisch - Deutsch
- Seneca: Agamemnon. In: Sämtliche Tragödien, Lateinisch Deutsch, Band 2 (Übersetzt und kommentiert von Theodor Thomann). Artemis Verlag, Zürich, Stuttgart 1969, S. 183–255.